# Hakeem Kae-Kazim
Hakeem Kae-Kazim, född 1 oktober 1962 i Nigeria, är en skådespelare som spelade rollen som Georges Rutaganda i filmen Hotel Rwanda från 2004. Han spelade också rollen som Colonel Ike Dubaku i säsong sju av TV-serien 24.
I november 2017 rollbesätts Kae-Kazim i den återkommande rollen som Cesil Colby i serien Dynasty.

## Filmografi (i urval)
- 2021 – Godzilla vs. Kong
- 2017- Dynasty
- 2013 - Black Sails (TV-serie)
- 2009 – X-Men Origins: Wolverine
- 2009 – Närkontakt - The Fourth Kind
- 2009 - 24, TV-serie, säsong sju, 9 avsnitt
- 2007 – Pirates of the Caribbean: Vid världens ände
- 2006 – The Librarian: Return to King Solomon's Mines
- 2004 – Hotel Rwanda
- 2004 – King Solomon's Mines
- 1996 - The Adventures of Sinbad 1997 ett avsnitt.